# Thesium selagineum
Thesium selagineum är en sandelträdsväxtart som beskrevs av A. Dc.. Thesium selagineum ingår i släktet spindelörter, och familjen sandelträdsväxter. Inga underarter finns listade i Catalogue of Life.